# Hilliella rupicola
Hilliella rupicola là một loài thực vật có hoa trong họ Cải. Loài này được (D.C.Zhang & J.Z.Shao) Y.H.Zhang mô tả khoa học đầu tiên năm 1990.